# Балабаново (Болгарія)
Балаба́ново (болг. Балабаново) — село в Кирджалійській області Болгарії. Входить до складу общини Момчилград.

## Населення
За даними перепису населення 2011 року у селі проживали 110 осіб.
Національний склад населення села:
| Національність   | Кількість осіб | Відсоток |
| ---------------- | -------------- | -------- |
| турки            | 77             | 77,0%    |
| болгари          | 20             | 20,0%    |
| цигани           | 0              | 0%       |
| інша             | 0              | 0%       |
| не визначились   | 3              | 3,0%     |
| Всього відповіли | 100            |          |

Розподіл населення за віком у 2011 році:
Динаміка населення: